# Gratsch (Meran)

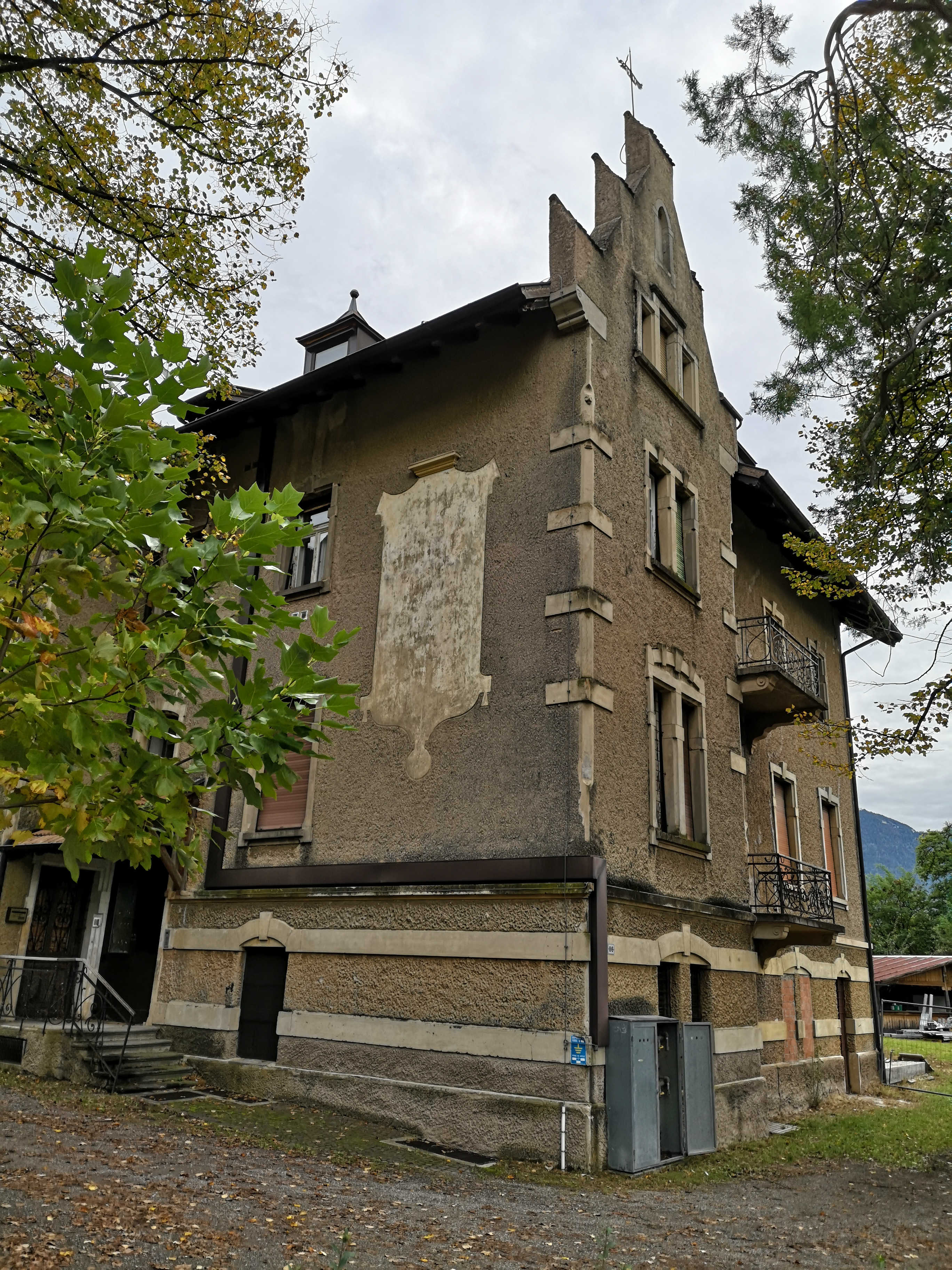
Ehem. Schulgebäude von Gratsch

Gratsch (italienisch Quarazze) ist ein Ortsteil der Südtiroler Stadt Meran.

## Lage
Gratsch liegt im Burggrafenamt im Norden des Meraner Talkessels (im äußersten Nordwesten des Stadtgebiets) am Hangfuß der Texelgruppe unterhalb von Schloss Tirol.

## Geschichte
Die Steinkammer von Gratsch wurde 1957 im Rahmen der Bauarbeiten auf der Grundparzelle 191/2, nördlich der heutigen Laurinstraße 96 gefunden.
Ersturkundlich wird Gratsch als Ausstellungsort einer Urkunde des Klosters Marienberg aus dem Jahr 1148/49 als ad Quaddattez (in der Bedeutung ‚viereckig vermessenes Grundstück‘) genannt.
Die alte Gratscher Pfarrkirche St. Peter ob Gratsch, im Gemeindegebiet von Tirol gelegen, ist frühmittelalterlichen Ursprungs. Die heutige Kirche ist aus dem 8. oder beginnenden 9. Jahrhundert. Die zahlreichen erhaltenen Fresken gehen bis auf die Zeit um 1100 zurück.
Seit dem Hochmittelalter bis zur Säkularisation war das oberbayerische Kloster Wessobrunn bedeutender Grundbesitzer mit eigenem Mairhof in Gratsch.
Die Kirche St. Magdalena wurde im Krieg zwischen Margarethe von Tirol und Karl von Böhmen durch letzteren abgebrannt und 1348 wiederhergestellt. Kirchenrechtlich gehört Gratsch heute noch zur Pfarrkirche St. Peter. Die Seelsorgekirche ist seit 1905 St. Magdalena. 1957 wurde etwa 150 Meter südlich der Kirche das Steinkammergrab von Gratsch entdeckt.
1910 veranlasste der Hotelier und Gemeinderat Alois Walser (1858–1926) die Errichtung der König-Laurin-Straße, die von St. Magdalena über Schloss Thurnstein nach St. Peter führt. Ein an der Auffahrt gelegener Gedenkstein mit einer Marmortafel und der Inschrift Walser-Rast, im Jahre des Kometen 1910 erinnert an die Baumaßnahme.
Die bis dahin selbständige bäuerliche Gemeinde Gratsch wurde 1923 – ebenso wie Ober- und Untermais – nach Meran eingemeindet. Gratsch erlangte in den Jahren vor dem Ersten Weltkrieg international einige Berühmtheit durch das hier gelegene und vom Sanitätsrat Dr. Norbert von Kaan-Albest (1864–1943) geleitete Nobelsanatorium Martinsbrunn. In ihm verkehrten in den Jahren um und nach 1900 illustre Patienten, u. a. der Komponist Max Reger, der 1914 im Haus einige Werke komponierte.
Im Anwesen Fallgatter ist seit 1941 das Mutterhaus der Barmherzigen Schwestern vom Heiligen Vinzenz von Paul in Meran, ein Zweig der 1839 begründeten Innsbrucker Schwesternschaft, untergebracht.
Gratsch besitzt einen eigenen Friedhof, an dessen Außenseite ein Kriegerdenkmal angebracht wurde.  Die unmittelbar anschließende Grundschule wurde aufgelassen.

## Mit Gratsch verbundene Persönlichkeiten

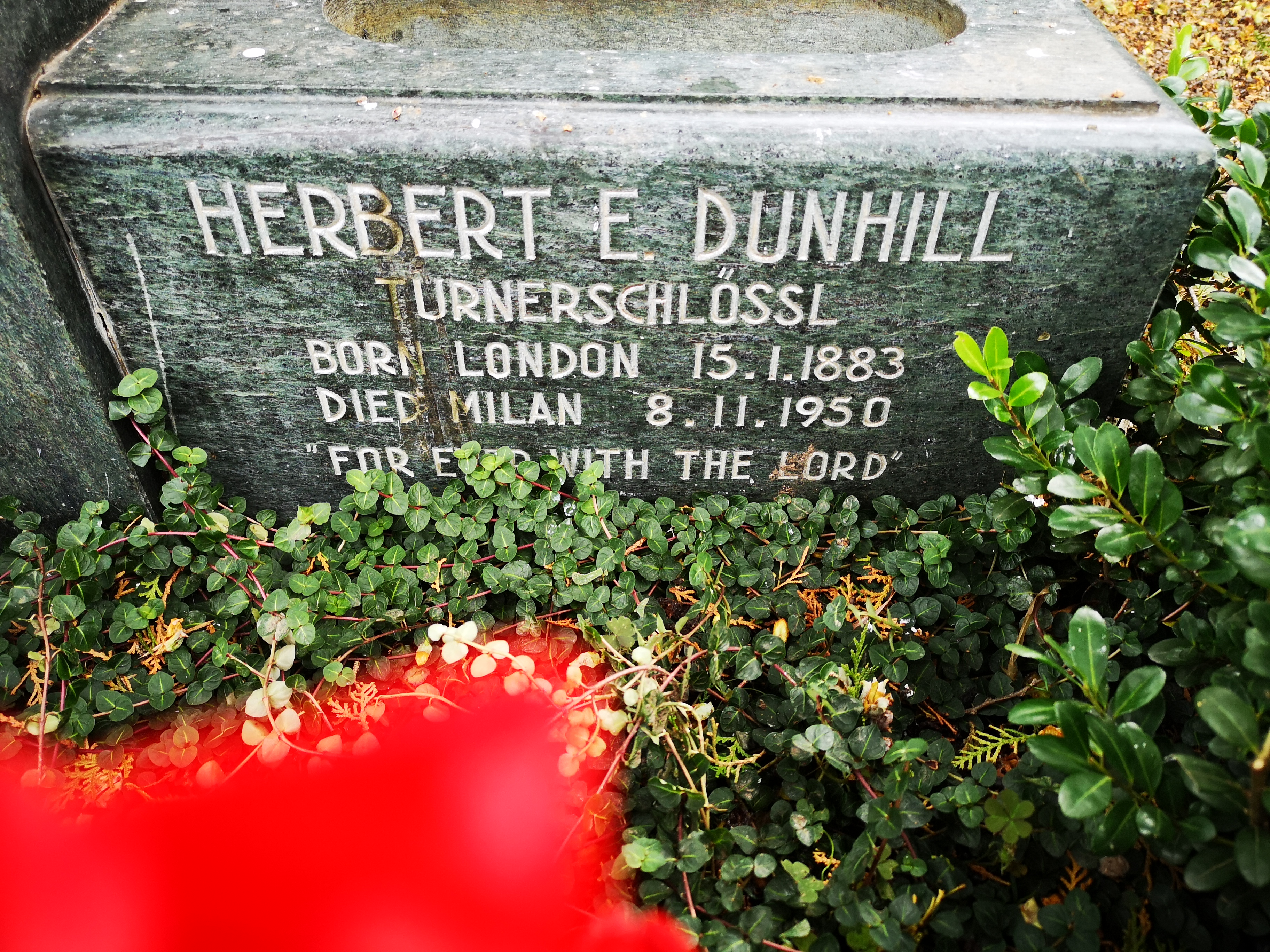
Der Grabstein Herbert E. Dunhills am Gratscher Friedhof

- Alois Menghin (1856–1918), Pädagoge und Heimatforscher
- Alois Walser (1858–1926), Hotelier und Gemeinderat
- Norbert von Kaan-Albest (1864–1943), Sanitätsrat und Leiter von Martinsbrunn, hier begraben
- Herbert E. Dunhill (1882–1950), Mitinhaber der Luxusfirma Alfred Dunhill und zeitweiliger Bewohner des örtlichen Thurnerhofs[6], hier begraben
- Matthias Ladurner-Parthanes
- Mathias Ladurner-Parthanes